# Oras
Oras est une localité de la province du Samar oriental, aux Philippines. En 2015, elle compte 36 540 habitants.